# Wales (Utah)
Wales és una població dels Estats Units a l'estat de Utah. Segons el cens del 2000 tenia 219 habitants.

## Demografia
Segons el cens del 2000, Wales tenia 219 habitants, 64 habitatges, i 54 famílies. La densitat de població era de 281,9 habitants per km².
Dels 64 habitatges en un 43,8% hi vivien nens de menys de 18 anys, en un 78,1% hi vivien parelles casades, en un 6,3% dones solteres, i en un 14,1% no eren unitats familiars. En el 12,5% dels habitatges hi vivien persones soles el 6,3% de les quals corresponia a persones de 65 anys o més que vivien soles. El nombre mitjà de persones vivint en cada habitatge era de 3,42 i el nombre mitjà de persones que vivien en cada família era de 3,73.
Per edats la població es repartia de la següent manera: un 34,2% tenia menys de 18 anys, un 12,8% entre 18 i 24, un 21,9% entre 25 i 44, un 18,3% de 45 a 60 i un 12,8% 65 anys o més.
L'edat mediana era de 26 anys. Per cada 100 dones de 18 o més anys hi havia 111,8 homes.
La renda mediana per habitatge era de 35.313 $ i la renda mediana per família de 38.750 $. Els homes tenien una renda mediana de 28.125 $ mentre que les dones 16.250 $. La renda per capita de la població era de 9.885 $. Entorn del 3,7% de les famílies i el 6% de la població estaven per davall del llindar de pobresa.

## Poblacions més properes
El següent diagrama mostra les poblacions més properes.